# Радослав Павлович (войвода)
Вижте пояснителната страница за други личности с името Радослав Павлович.
Радослав Павлович (на босненски: Radoslav Pavlović) е босненски войвода от рода Павловичи.
Той е син на войводата Павле Раденович. След убийството на баща му около 1415 г. заедно с брат си Петър Павлович I и с помощта на османците, Радослав напада босненския велможа Сандал Косача, участвал в заговора за убийството. В този конфликт умира брат му Петър Павлович I, а Радослав около 1420 г. поема властта над бащините владения.
Уталожването на конфликта между Радослав и Сандал Косача е скрепено с брака на Радослав с Теодора, племенницата на Сандал Косача и сестра на Стефан Косача. От този брак се раждат трима сина - Иваниш Павлович († 1450.), войводата Петър II Павлович и войводата Никола Павлович (владетели между 1450 и 1463 г.). Известно е също, че Радослав води преговори с Дубровник за продажбата на неговата половина от Конавле, но през 1430 г. оспорва сключения договор. През 1438 г. Стефан Косача му отнема Требине, след което властта и мощта на Радослав Павлович е прекършена.
Радослав Павлович умира през 1441 г. и е наследен от сина си Иваниш Павлович.